# تاکارا کو
تاکارا کو (انگلیسی: Takara) شرکت اسباب‌بازی ژاپنی است، که در سال ۱۹۵۵ تأسیس شد. در مارس ۲۰۰۶، این شرکت با تامی کو ادغام شد و تاکارا تامی را تشکیل داد. شعار تاکارا «遊 び は 文化» به معنای «بازی فرهنگ است» بود.